# Nezarhopalus caudatus
Nezarhopalus caudatus är en stekelart som beskrevs av Girault 1915. Nezarhopalus caudatus ingår i släktet Nezarhopalus och familjen sköldlussteklar. Inga underarter finns listade i Catalogue of Life.